# Morro do Itatiaia

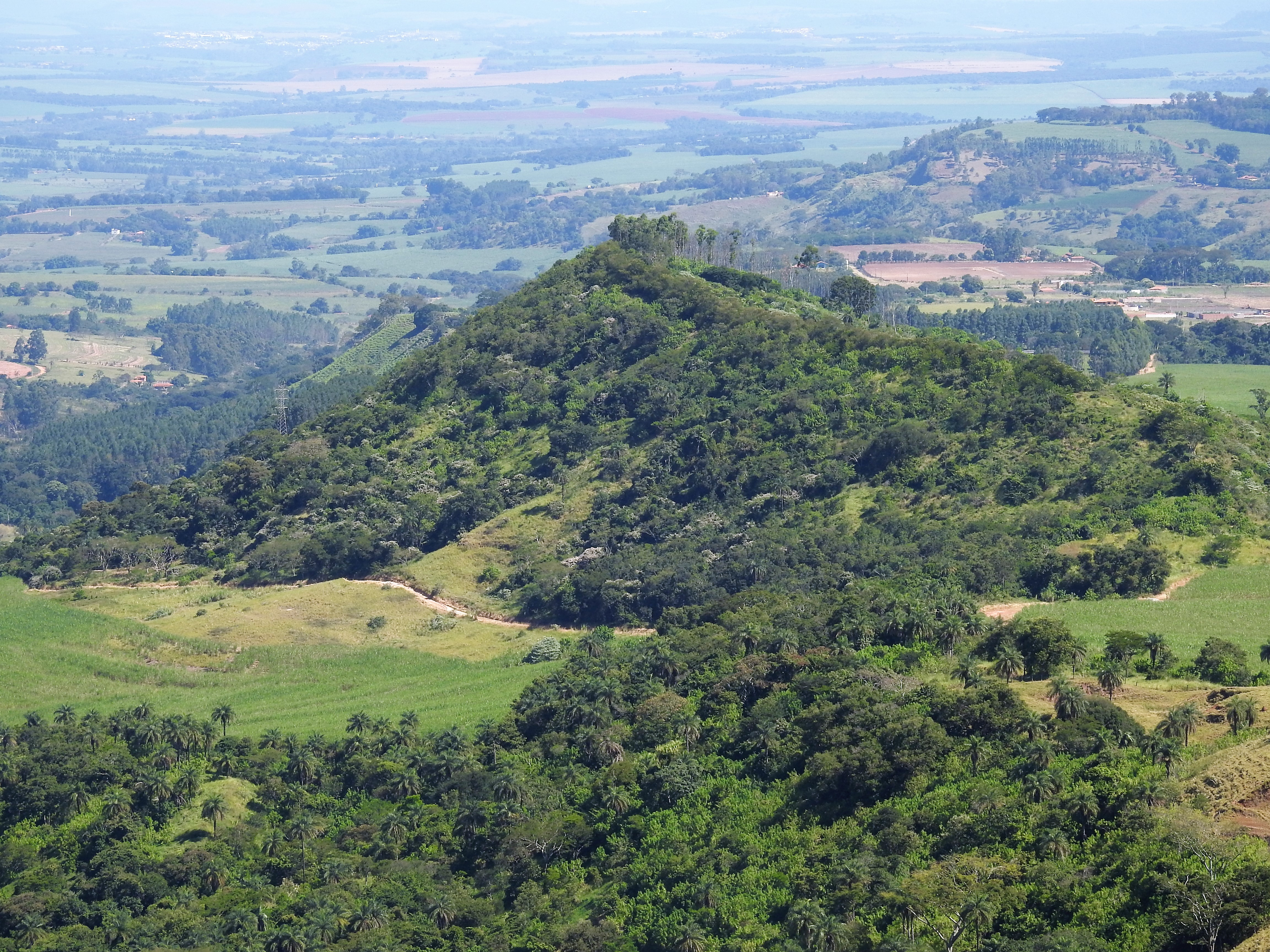
Morro do Itatiaia

Morro do Itatiaia é um espaço geográfico localizado no município de Santa Rita do Passa Quatro - SP localizado nas coordenadas -21,683197, -47,425677 ,contém uma construção chamada "Cristo Redentor", outrora fora coberta por plantações de pés de café pela fazenda Itatiaia de Alciro Ribeiro Meirelles e Dona Isis, hoje é um ponto de visitas turísticas tanto pelo mirante, por estar a uma altitude de 1000 metros que dá visão ao todo redor e sendo também utilizado para passeios de Paragliders motorizados. O local também é alvo de procissão pela Igreja Católica local, paróquia Santa Rita de Cássia na Semana Santa, sendo uma procissão noturna. Sendo assim a rodovia "Alciro Ribeiro Meirelles" a única forma para chegar no referido ponto turístico.

## Reforma
O ponto estava deteriorado pelo tempo e mau uso (pichações, depredações e afins) passou por reformas em 2018 na gestão do Leandro Luciano Dos Santos, foi fechado o "Cristo Redentor" e sendo orçado em R$1,8milhão pela empresa Enge Reis Construções  e a obra foi entregue em 28 de julho de 2020 com gasto de R$1,9milhão ganhando um novo mirante com acessibilidade, foi reformado um ponto de lanchonete no local e também feito um centro de informações para que o turista possa se informar.